# 朱芝松
朱芝松（1969年2月—），男，汉族，江苏连云港人，中国共产党党员，中华人民共和国政治人物。曾任中共上海市委常委，中共上海市浦東新區委員會書記，中国（上海）自由贸易试验区管理委员会主任；中共第二十届中央候补委员，第十三届全国人民代表大会上海地区代表。
2024年11月27日，因涉嫌严重违纪违法接受审查调查。

## 生平
朱芝松曾长期在上海的航天系统单位工作。历任上海航天局八〇〇所技术员、研究室副主任、研究室主任、所副总工艺师、副所长、总体所所长、局长助理、副局长、局长兼党委副书记等职。
2014年，任中共上海市委宣传部副部长。2015年，任中共闵行区委员会副书记、闵行区人民政府代区长、區长。2017年5月，任中共闵行区委员会书记。
2018年2月24日，当选为第十三届全国人大代表。
2019年，任上海市人民政府副秘书长兼中国（上海）自由贸易试验区临港新片区管理委员会常务副主任、洋山保税港区管理委员会主任。2021年1月，离任市政府副秘书长，进入中共上海市委常委行列。2021年8月，任浦东新区区委书记。
2024年11月27日，因涉嫌严重违纪违法接受审查调查。
2025年6月，朱芝松被开除党籍和公职，移送检察机关起诉，开除党籍的处分待召开中央委员会全体会议时予以追认。